# Disque d'accrétion

Une vue d'artiste d'un système stellaire binaire composé d'une étoile de la séquence principale et d'un trou noir. Le disque d'accrétion et les jets de radiations électromagnétiques sont représentés en bleu.

Un disque d'accrétion est une structure astrophysique formée par de la matière en orbite autour d'un objet céleste central. Ce corps central est typiquement une jeune étoile, une proto-étoile, une naine blanche, une étoile à neutrons ou un trou noir. La forme de la structure est engendrée par l'action de la force gravitationnelle, attirant le matériel vers le corps central, les différentes vitesses initiales des particules, qui entraînent le matériel en forme de disque, et la dissipation d'énergie en son sein par viscosité, entraînant le matériel en spirale vers l'organe central. 
La dissipation d'énergie entraîne diverses formes d'émissions de radiation électromagnétique. La gamme de fréquences de cette dernière dépend de l'objet central. Les disques d'accrétion de jeunes étoiles et de proto-étoiles rayonnent dans l'infrarouge alors que ceux des étoiles à neutrons et des trous noirs rayonnent dans les rayons X[réf. souhaitée].

## Formation

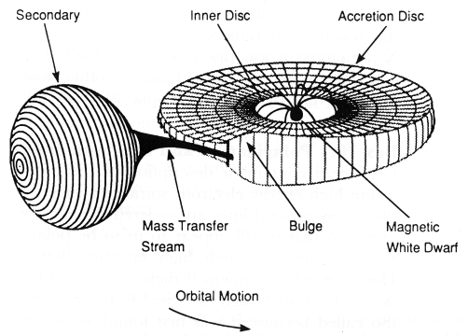
Schéma d'un disque d'accrétion formé autour d'une naine blanche (à droite) dans un système binaire.

L'étude de la formation des disques d'accrétion débute lors des années 1940. Les modèles furent déduits des principes physiques de base[Lesquels ?]. Pour correspondre aux observations, ces modèles devaient supposer l'existence d'un mécanisme inconnu pour expliquer la redistribution du moment angulaire. Ainsi, si la matière doit tomber vers l'intérieur, elle doit perdre non seulement de l'énergie gravitationnelle, mais également du moment angulaire. Puisque le moment angulaire total du disque est conservé, la perte de moment angulaire de la masse tombant vers le centre doit être compensée par un gain de moment angulaire de la masse située loin du centre. Autrement dit, le moment angulaire devrait être transporté vers l'extérieur pour que la matière puisse s'accréter.
D'autre part, la viscosité à elle seule n'était pas suffisante pour expliquer le transport de moment angulaire vers les parties extérieures du disque. La viscosité renforcée par la turbulence était le mécanisme supposé être responsable d'une telle redistribution de moment angulaire, bien que l'origine de la turbulence elle-même n'ait pas été bien comprise. L'approche phénoménologique conventionnelle possède un paramètre réglable décrivant l'augmentation effective de viscosité produite par les remous turbulents dans le disque,. 
En 1991, avec la redécouverte de l'instabilité magnéto-rotationnelle, S. A. Balbus et J. F. Hawley établirent qu'un disque d'accrétion faiblement magnétisé autour d'un objet central lourd et compact serait fortement instable, fournissant un mécanisme direct pour la redistribution de moment angulaire.

### Étoile double

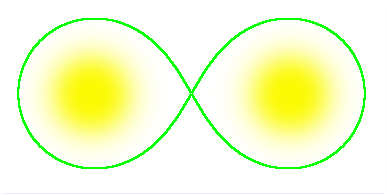
Représentation en deux dimensions des lobes de Roche d'un système binaire. Le point de contact entre les deux lobes correspond à un point de Lagrange.

Il est également possible d'observer la formation d'un disque d'accrétion dans certains systèmes d'étoiles doubles, notamment dans un système où l'un des compagnons est beaucoup plus massif que l'autre. Ainsi, l'étoile la plus massive (A) devient une géante avant sa compagne moins massive, l'étoile B. Si l'étoile A vient à remplir entièrement son lobe de Roche, il y a peu à peu un transfert de masse de A vers B. Dans ce cas, la matière quitte le lobe de l'étoile A et tombe sur l'étoile B en passant par le point de Lagrange. La matière ne tombera pas directement en ligne droite sur l'étoile B en raison de la rotation du système sur lui-même et de l'inertie de la matière transférée[réf. souhaitée]. Elle adoptera alors plutôt une trajectoire en spirale qui l'amène à former un disque de matière autour de l'étoile B, formant ainsi un disque d'accrétion.

## Caractéristiques physiques

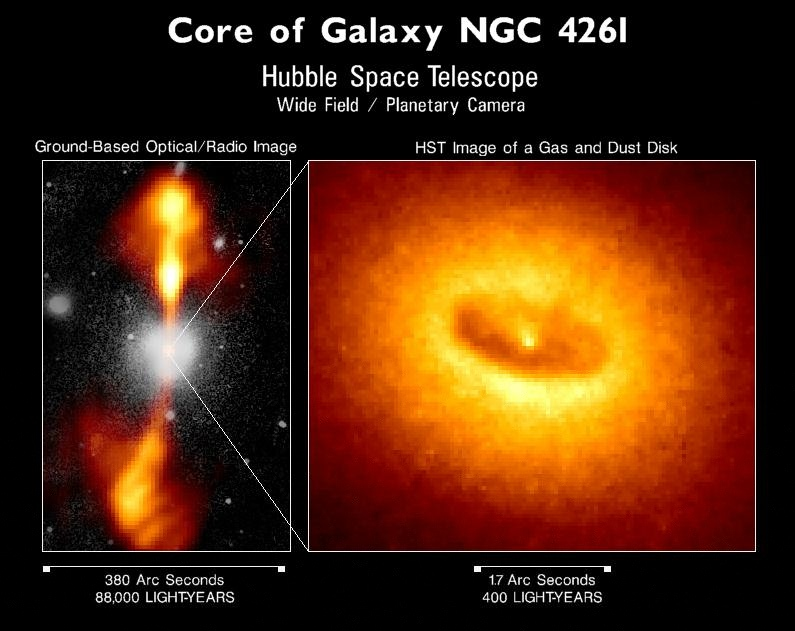
Galaxie NGC 4261. On remarque les jets de radiation électromagnétique (à gauche) ainsi que le disque d'accrétion autour du centre de la galaxie (à droite).

L'un des paramètres principaux du disque est son taux d'accrétion, à savoir la quantité de matière chutant sur l'objet central par unité de temps. Pour mesurer ce taux, l'unité du Système international utilisée est le kilogramme par seconde (kg/s). Cependant, cette unité étant peu parlante aux échelles astronomiques (tant en termes d'échelle de masse que de temps), la masse solaire par an est d'emploi beaucoup plus fréquent. Dans le système astronomique d'unités, l'unité est la masse solaire par jour (S⋅D−1).
La force centripète transforme le nuage en rotation en disque et les forces de marées tendent à synchroniser la rotation du disque avec celle de l'objet central. La friction entre les particules du disque chauffe celui-ci et dissipe le moment orbital, faisant spiraler les particules jusqu'à leur absorption par le corps central.
Lorsqu'un kilogramme d'hydrogène tombe dans un trou noir en suivant une courbe en spirale, 100 grammes sont transformés en énergie rayonnée : soit un rendement énergétique de 10 % pour les disques d'accrétion, à comparer à l'énergie de 0,7 % provenant de la fusion thermonucléaire observée dans les étoiles ordinaires[réf. à confirmer].
Les disques d'accrétion les plus énergétiques sont situés autour de noyaux galactiques actifs et de quasars. Ces derniers seraient engendrés par des trous noirs supermassifs situés au centre des galaxies.

## Disques protoplanétaires

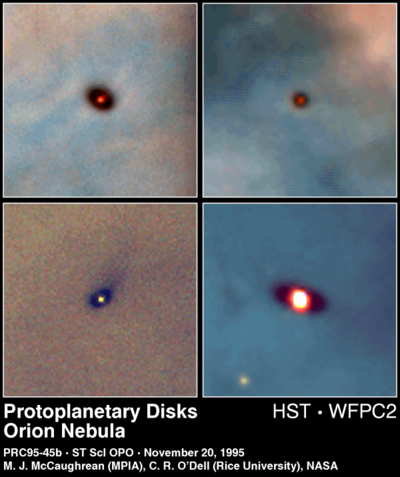
Disques protoplanétaires vus en absorption autour d'étoiles jeunes situées dans la nébuleuse d'Orion.

Certains disques protoplanétaires se comportent en partie comme des disques d'accrétion, notamment lorsqu'une partie de leur matière tombe sur la protoétoile centrale. Les disques autour des étoiles T Tauri et des étoiles de Herbig présentent de tels comportements[réf. nécessaire].